# Grottvårtbitare
Grottvårtbitare (Rhaphidophoridae), ibland även kallade grottgräshoppor, är en familj i insektsordningen hopprätvingar som tillhör underordningen långhornsrätvingar. 

## Kännetecken

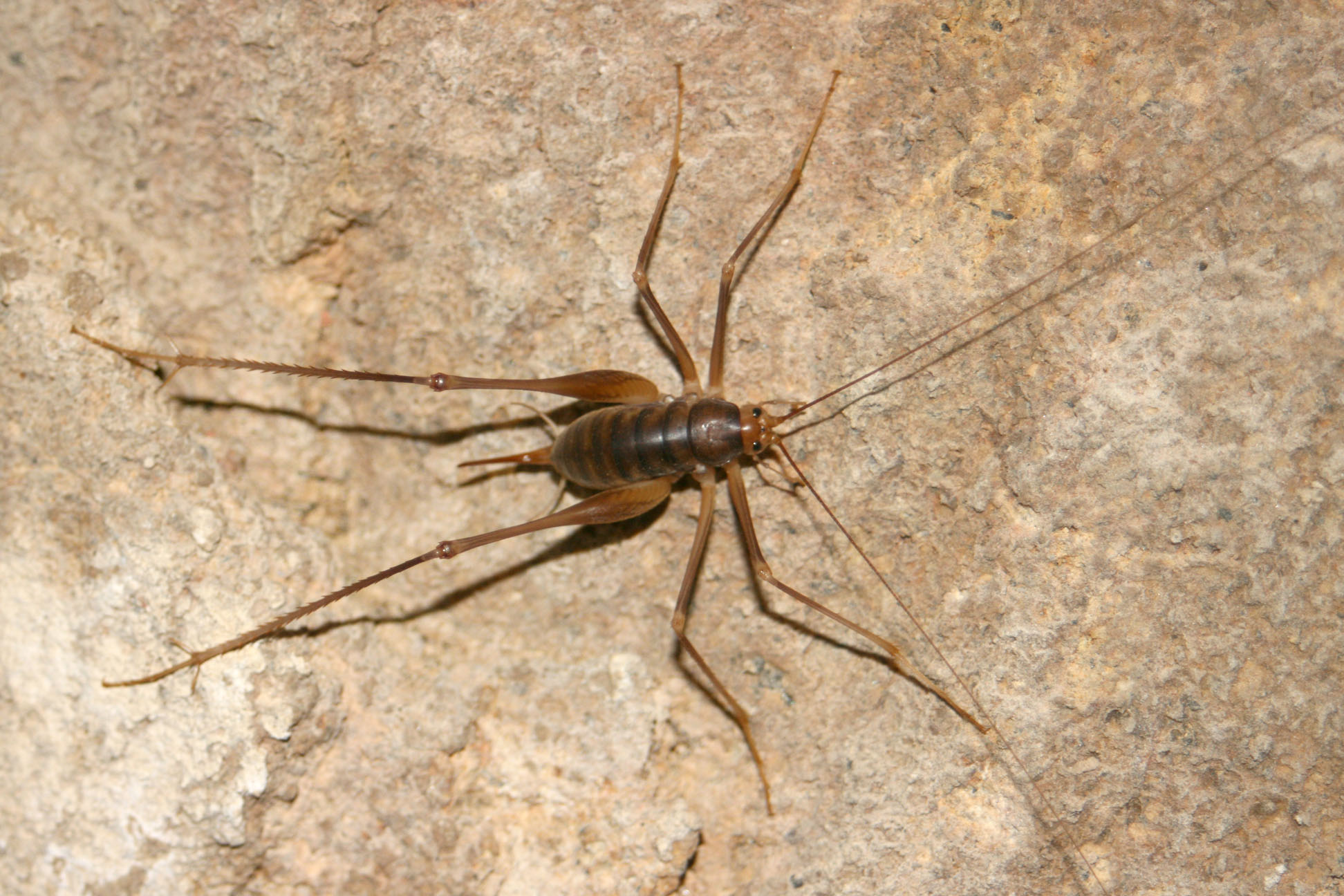
En hona av arten Dolichopoda schiavazzii

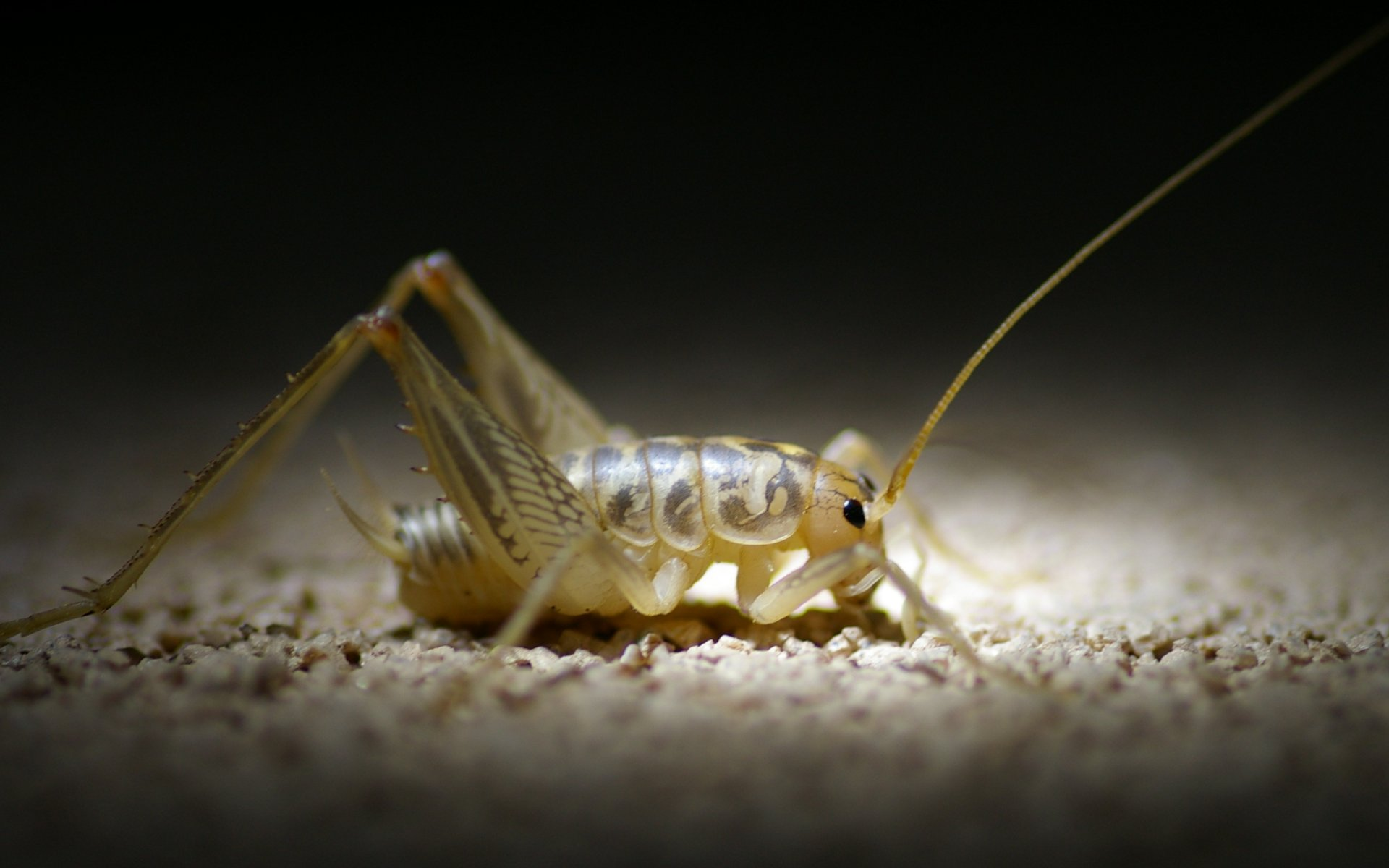
Grottvårtbitare, okänd art

Grottvårtbitare är vanligen brunaktiga i färgen och kroppen ger ofta ett ganska puckelryggigt intryck. De är alltid vinglösa, med långa bakben och långa antenner. 

## Utbredning
Grottvårtbitare finns på alla världens kontinenter, utom Antarktis, även om det i Afrika bara förekommer två arter. De som förekommer i Australien och på Nya Zeeland och Tasmanien kallas för weta. I Sverige representeras familjen endast av arten växthusvårtbitare. Den härstammar ursprungligen från Kina, men har spridit sig till Europa och många andra delar av världen genom införda växter.

## Levnadssätt
Grottvårtbitare är vanligast i tropiskt klimat, men några arter lever även i tempererat klimat. De föredrar svala och fuktiga miljöer som grottor, men kan också hittas i till exempel gamla ruttnande stockar, ihåliga träd samt under stenar och löv. Antennerna är mycket känsliga och viktiga för djuren i sökandet efter föda, men också för att upptäcka predatorer. Många är omnivorer, det vill säga att de livnär sig på både vegetabilisk och animalisk föda. Som andra hopprätvingar har de ofullständig förvandling och genomgår utvecklingsstadierna ägg, nymf och imago. Nymferna liknar de fullbildade insekterna till utseendet, men är oftast blekare.

## Släkten i Rhaphidophoridae, i alfabetisk ordning[1][2]
- Adiestramima Gorochov, 1998
- Alpinanoplophilus Ishikawa, 1993
- Ammobaenetes Hubbell, 1936
- Anargyrtes Hubbell, 1972
- Anoplophilus Karny, 1931
- Arboramima Zong, Qin & He, 2021
- Argyrtes Saussure & Pictet, 1897
- Atachycines Furukawa, 1933
- Australotettix Richards, 1964
- Cavernotettix Richards, 1966
- Ceuthophilus Scudder, 1862
- Daihinia Haldeman, 1850
- Daihinibaenetes Tinkham, 1962
- Daihiniella Hubbell, 1936
- Daihiniodes Hebard, 1929
- Dendroplectron Richards, 1964
- Diarhaphidophora Gorochov, 2012
- Diestramima Storozhenko, 1990
- Diestrammena Brunner  von Wattenwyl, 1888
- Dolichopoda Bolívar, 1880
- Euhadenoecus Hubbell, 1978
- Eurhaphidophora Gorochov, 1999
- Eutachycines Storozhenko, 1990
- Exochodrilus Hubbell, 1972
- Farallonophilus Rentz, 1972
- Gammarotettix Brunner von Wattenwyl, 1888
- Gigantettix Gorochov, 1998
- Gymnaetoides Qin, Liu & Li, 2017
- Hadenoecus Scudder, 1862
- Heteromallus Brunner von Wattenwyl, 1888
- Homotachycines Zhu & Shi, 2022
- Hypsobadistes Hubbell, 1977
- Insulanoplectron Richards, 1970
- Ischyroplectron Hutton, 1896
- Isoplectron Hutton, 1896
- Leptargyrtes Hubbell, 1972
- Macrobaenetes Tinkham, 1962
- Macropathus Walker, 1869
- Maotoweta Johns & Cook, 2014
- Megadiestramima Storozhenko & Gorochov, 1992
- Megatachycines Zhu, Shi & Zhou, 2022
- Micropathus Richards, 1964
- Microtachycines Gorochov, 1992
- Mimadiestra Storozhenko & Dawwrueng, 2014
- Minirhaphidophora Gorochov, 2002
- Miotopus Hutton, 1898
- Neonetus Brunner von Wattenwyl, 1888
- Neorhaphidophora Gorochov, 1999
- Neotachycines Sugimoto & Ichikawa, 2003
- Notoplectron Richards, 1964
- Novoplectron Richards, 1958
- Novotettix Richards, 1966
- Pachyrhamma Brunner von Wattenwyl, 1888
- Pallidoplectron Richards, 1958
- Pallidotettix Richards, 1968
- Paradiestrammena Chopard, 1919
- Paraneonetus Salmon, 1948
- Pararhaphidophora Gorochov, 1999
- Paratachycines Storozhenko, 1990
- Parudenus Enderlein, 1910
- Parvotettix Richards, 1968
- Petrotettix Richards, 1972
- Pharmacus Pictet & Saussure, 1893
- Phoberopus Saussure & Pictet, 1897
- Phrixocnemis Scudder, 1894
- Pleioplectron Hutton, 1896
- Pristoceuthophilus Rehn, 1903
- Prorhaphidophora Chopard, 1936†
- Protroglophilus Gorochov, 1989†
- Pseudotachycines Qin, Liu & Li, 2017
- Rhachocnemis Caudell, 1916
- Rhaphidophora (djur) Serville, 1838
- Salishella Hebard, 1939
- Setascutum Richards, 1972
- Sinorhaphidophora Qin, Jiang, Liu & Li, 2018
- Spelaeiacris Péringuey, 1916
- Speleotettix Chopard, 1944
- Stonychophora Karny, 1934
- Styracosceles Hubbell, 1936
- Tachycines Adelung, 1902
- Talitropsis Bolívar, 1882
- Tamdaotettix Gorochov, 1998
- Tasmanoplectron Richards, 1971
- Troglophilus Krauss, 1879
- Typhloceuthophilus Hubbell, 1940
- Udenus Brunner von Wattenwyl, 1900
- Udeopsylla Scudder, 1862
- Utabaenetes Tinkham, 1970